# N837 (België)
De N837 is een gewestweg in de Belgische provincie Luxemburg. De route verbindt de N87 bij Habay met de N897 in Houdemont. De route heeft een lengte van ongeveer 3 kilometer en bestaat uit twee rijstroken voor beide rijrichtingen samen en ligt volledig parallel aan de snelweg A4 E25 E411.